# Astrolabe Bay
De  Astrolabe Bay (ook wel  Astrolabebai of Astrolabe-Bai) is een grote baai aan de noordkust van Papoea-Nieuw-Guinea in de provincie Madang. De baai ligt ten westen van de Bismarckzee en vormt een natuurlijke haven voor de stad Madang. 

## Beschrijving
De baai dankt zijn naam aan het schip Astrolabe waarmee Jules Dumont d'Urville in 1827 als eerste Europeaan de baai "ontdekte" en beschreef.  In de periode  1882 - 1914 had het Duitse Keizerrijk via de Duitse Nieuw-Guinea Compagnie het hele gebied als kolonie in bezit. Madang, toen Friedrich-Wilhelms-Hafen genoemd, vormde het bestuurscentrum van de compagnie en het omliggende land heette Kaiser Wilhelms Land.